# Zamboanga Sibugay
Zamboanga Sibugay là một tỉnh của Philippines thuộc vùng Bản đảo Zamboanga trên đảo Mindanao. Thủ phủ là Ipil. Tỉnh giáp với Zamboanga del Norte ở phía bắc, Zamboanga del Sur ở phía đông và Thành phố Zamboanga ở phía tây nam. Phía nam tỉnh là vịnh Sibuguey thuộc vịnh Moro. Zamboanga Sibugay được thành lập năm 2001 khi tách khỏi Zamboanga del Sur trở thành tỉnh thứ 79 của Philippines.

## Nhân khẩu
Theo thống kê năm 2000, Zamboanga Sibugay có tổng dân số là 497.239 người với mật độ là 161 người/km², tỷ lệ tăng dân số trung bình là 2,09%. Các ngông ngữ chính trong tỉnh là tiếng Subanen, tiếng Cebuano, tiếng Ilongo và tiếng Zamboangueño]]/Chavacano. Ngoài ra còn có tiếng Tagalog, tiếng Ilocano và tiếng Anh.

## Kinh tế
Ngành công nghiệp chính của tỉnh là sản xuất bánh mì, gạo và ngũ cốc cũng như chế biến thủy sản và lâm sản. Các ngành công nghiệp mới như bê tông, quần áo, sáp và nến và các nghề thủ công.

## Lịch sử
Cái tên Zamboanga xuất phát từ tiếng Mã Lai "Jambangan", có nghĩa là chậu hoa hoặc chỗ của hoa. Các cư dân bản địa sinh sống ở bán đảo Zamboanga là người Subanen, họ sống dọc theo các con sông. Những người nhập cư sau đó là những người Hôi giáo từ các tỉnh lân cận. Người Maguindanaoan và người Kalibugan là nông dân còn người Tausug, Samal và Badjao là ngư dân; người Maranao làm nghề buôn bán và thợ thủ công. Thảm dệt do những người định cư Hồi giáo chiếm lĩnh.
Trong lịch sử Zamboanga là một phần của tỉnh Moro, gồm có năm quận: Cotabato, Davao, Sulu, Lanao và Zamboanga. Năm 1940 các quận này trở thành các tỉnh riêng biệt. thành phố Zamboanga trở thành tỉnh lị của tỉnh Zamboanga. Không lâu sau khi kết thúc Chiến tranh thế giới thứ 2, tỉnh lị chuyển về Dipolog. Molave trở thành tỉnh lị năm 1948.
Zamboanga del Sur được tạo thành từ tỉnh Zamboanga cũ ngày 17 tháng 9, 1952 và là tỉnh thứ 52 của Philippines. Tỉnh lúc đó có 11 đô thị, sau đó được chia thành 42 đô thị tự trị và một thành phố tỉnh lị là Pagadian. Zamboanga Sibugay được tách khỏi Zamboanga del Sur ngày 22 tháng 2, 2001.

## Hành chính
Zamboanga Sibugay có 16 đô thị tự trị:
| - Alicia - Buug - Diplahan - Imelda - Ipil - Kabasalan - Mabuhay - Malangas | - Naga - Olutanga - Payao - Roseller T. Lim - Siay - Talusan - Titay - Tungawan |